# Marie-Claude Bottius
Marie-Claude Bottius est une artiste lyrique soprano française d'origine martiniquaise du XXIe siècle. Son œuvre contribue à la découverte des personnages féminins noirs dans l'opéra et la mélodie française du XIXe siècle et au développement de l'art lyrique aux Antilles depuis 2014.

## Biographie

### Jeunesse et formation
Née de parents nés en Martinique et en Guadeloupe, elle est, dans son enfance, danseuse et choriste au sein des Pueri Cantores.
Formée au CELSA, titulaire d'un DEA de sociologie des organisations à Sciences Po Paris, Marie-Claude Bottius étudie l'art lyrique avec Christiane Eda-Pierre, soprano martiniquaise au parcours international, nièce des sœurs Paulette et Jane Nardal, inspiratrices du courant littéraire de la négritude.
Elle est diplômée de l'École normale de musique de Paris dans la classe de Mireille Alcantara. Elle remporte la médaille d'argent du concours « les Clés d'Or », et le second prix du Concours international George-Enesco.
Elle se perfectionne également auprès des pianistes chefs de chant Enza Ferrari, Philip Richardson et Diego Mingolla, et des artistes lyriques Robert Massard et Barbara Frittoli.

### Carrière musicale
En 2014, avec Jean-Loup Pagésy, Joël O'Cangha, Jean-Pierre Cadignan et Josselin Michalon, elle crée Carib'Opera, un collectif d'artistes professionnels antillais engagé pour l'accès à la culture lyrique aux ultramarins autour de trois axes : programmer régulièrement des œuvres lyriques en Martinique et en Guadeloupe, promouvoir les artistes lyriques ultramarins et créer un chœur de jeunes chanteurs.
En parallèle en 2015 elle crée sa propre compagnie, Opéra Paris Outre-Mer, pour relier l'art lyrique aux thématiques afro-descendantes. Elle conçoit plusieurs spectacles en tant que directrice artistique, et notamment un grand concert de gala mêlant les grands airs d'opéra au tambour bèlè, tambour traditionnel martiniquais, au Festival de Fort-de-France, en juillet 2017, avec en guise d'invitée spéciale Jocelyne Béroard.
En 2019, elle incarne le personnage de Zamba, rôle principal l'opéra Le Code noir de Louis Clapisson sur un livret d'Eugène Scribe, recréé par Jérôme Correas et son orchestre baroque Les Paladins. Cet opéra est créé en 1842, six ans avant l'abolition de l'esclavage en France. À partir de ce spectacle, Marie-Claude Bottius se met à la recherche d'œuvres musicales du XIXe siècle mettant en valeur des personnages féminins noirs.
En 2018, à la demande de Christiane Eda-Pierre, Marie-Claude écrit le chapitre consacré à ses qualités de pédagogue et ses méthodes d'enseignement, lors de la rédaction de la biographie de Catherine Marceline qui lui est consacrée : Christiane Eda-Pierre, une vie d'excellence.
Après la disparition de Christiane Eda-Pierre en 2020, elle contribue, en 2021, à la création de l'association « Les amis de Christiane Eda-Pierre » qui a pour mission de poursuivre le travail de transmission réalisé par la cantatrice,
En 2022, elle est conseillère musicale à l'occasion de la réalisation du documentaire Mademoiselle Eda-Pierre, en scène réalisé par Frédéric Bouquet-Grilli, Mérapi Productions, France Télévisions.
En 2021, elle crée avec la danseuse et chorégraphe Chantal Loïal à la Maison des arts de Créteil le spectacle De Vénus à Miriam, au pas de mon chant, qui rend hommage aux femmes noires, et notamment à Saartjie Baartman, la Vénus hottentote, et Miriam Makeba, chanteuse et militante sud-africaine,.
En 2023, elle créée la série de 10 modules Nos célèbres inconnus pour France Télévisions, afin de promouvoir les artistes classiques ultramarins oubliés.
En 2024, elle joue au Palais de la Porte-Dorée son récital Esclave ou reine... Exotisme lyrique. Dans le cadre de ce spectacle, elle interprète plusieurs airs qui ont pour point commun d'être extraits d'opéras ou d'œuvres musicales mettant en avant des personnages féminins noirs, parmi lesquels L'Africaine de  Giacomo Meyerbeer, Le Colibri d'Ernest Chausson, La Reine de Saba de Charles Gounod, Adieux de l'hôtesse arabe de Georges Bizet, Africa, fantaisie pour piano et orchestre de Camille Saint-Saëns, et L'Invitation au voyage, le poème de Charles Baudelaire, mis en musique par Henri Duparc.
Le 10 mai 2025, elle publie sur les plateformes musicales l'air La Prière de Zamba, qui n'avait jamais été enregistré depuis la création de l'opéra Le Code noir, à l'occasion de la Journée nationale des mémoires de la traite et de l'esclavage et de leurs abolitions. Le même jour, elle interprète cet air dans le Jardin du Luxembourg, devant la sculpture commémorative Le Cri, l'Écrit, dans le cadre de la cérémonie présidée par le président du Sénat, puis dans la maison de Victor Schœlcher à Houilles.

## Répertoire
- Giacomo Carissimi : Jephté (Filia)
- Louis Clapisson : Le Code noir (Zamba)
- Gaetano Donizetti : Don Pasquale
- Georges Gershwin : Porgy and Bess (Clara, Bess, Serena)
- Christoph Willibald Gluck : L'Île de Merlin (Diamantine), Le Mariage du diable ou l'Ivrogne corrigé (Mathurine)
- Thierry Machuel : Le Duplicateur
- Wolfgang Amadeus Mozart  : La Flûte enchantée (Pamina), Don Giovanni (Elvira)
- Igor Stravinsky : Les Noces